# Großer Preis von Monaco 1980
Der Große Preis von Monaco 1980 (offiziell XXXVIII Grand Prix Automobile de Monaco) fand am 18. Mai auf dem Circuit de Monaco in Monte Carlo statt und war das sechste Rennen der Automobil-Weltmeisterschaft 1980.

## Berichte

### Hintergrund
Vor dem sechsten WM-Lauf des Jahres in Monaco gab es keine Veränderungen hinsichtlich der Fahrerbesetzungen. Da nur 20 Teilnehmer für das Rennen zugelassen wurden, schieden die sieben Langsamsten nach dem Training aus.
Nach dem Großen Preis von Belgien führte René Arnoux mit zwei Punkten vor Alan Jones und mit drei Punkten vor Nelson Piquet die Fahrerwertung an. In der Konstrukteurswertung führte Williams-Ford mit zwei Punkten vor Ligier-Ford und mit vier Punkten vor Renault.

### Training
Da das erste Qualifikationstraining am Donnerstag bei Regen stattfand, erzielten alle Piloten ihre für die Startaufstellung relevanten Rundenzeiten am Samstag.
Didier Pironi, der den Großen Preis von Belgien zwei Wochen zuvor gewonnen hatte, sicherte sich die Pole-Position vor den beiden Williams von Carlos Reutemann und Jones. Piquet folgte auf dem vierten Startplatz vor Jacques Laffite und Gilles Villeneuve. Die beiden Alfa-Romeo-Werkspiloten Patrick Depailler und Bruno Giacomelli bildeten die vierte Startreihe.
Die Renault-Piloten Jean-Pierre Jabouille und Arnoux qualifizierten sich mit den Plätzen 16 und 20 ungewohnt weit hinten im Feld, ebenso wie der amtierende Weltmeister Jody Scheckter im zweiten Ferrari 312T5, der lediglich den 17. Startplatz erreichte. Mit John Watson und Ricardo Zunino gehörten zwei Fahrer ehemaliger Weltmeister-Teams zu den sieben Fahrern, die die Qualifikation verfehlten.

### Rennen
Während Pironi die Führung vor Reutemann, Jones, Laffite, Depailler und Piquet übernahm, ereignete sich im Mittelfeld eine heftige Kollision zwischen Derek Daly, Giacomelli, Alain Prost und Jean-Pierre Jarier in der ersten Kurve, aus der das Ausscheiden aller vier beteiligten Piloten resultierte. Daly war in Giacomellis Heck geprallt, wodurch sein Wagen durch die Luft geschleudert wurde. Die beiden anderen Wagen wurden im Zuge dessen beschädigt. Jan Lammers kollidierte kurz darauf leicht mit einem der auf der Strecke stehenden Fahrzeuge, konnte das Rennen jedoch fortsetzen. Verletzt wurde niemand.
Bereits im Laufe der ersten Runde wurde Reutemann von Jones überholt. Dieser schied in Runde 24 aufgrund eines Differentialschadens aus, wodurch Reutemann den zweiten Rang zurückerhielt.
In der zweiten Hälfte des Rennens begann es zu regnen. Pironi, der mit deutlichem Vorsprung führte, verunfallte in der 55. Runde in der Casino-Kurve. Ein Getriebeschaden war dem Unfall vorausgegangen. Reutemann übernahm dadurch die Spitze und verteidigte sie bis ins Ziel. Laffite folgte mit deutlichem Rückstand auf dem zweiten Rang vor dem ungefährdeten Piquet auf Rang drei. Alle weiteren Piloten, die sich noch im Rennen befanden, lagen bereits mindestens eine Runde zurück. Jochen Mass belegte den vierten Rang vor Villeneuve und Emerson Fittipaldi.

## Meldeliste
| Team                          | Nr. | Fahrer                | Chassis        | Motor                    | Reifen |
| ----------------------------- | --- | --------------------- | -------------- | ------------------------ | ------ |
| Scuderia Ferrari SpA SEFAC    | 01  | Jody Scheckter        | Ferrari 312T5  | Ferrari 015 3.0 F12      | M      |
| Scuderia Ferrari SpA SEFAC    | 02  | Gilles Villeneuve     | Ferrari 312T5  | Ferrari 015 3.0 F12      | M      |
| Candy Tyrrell Team            | 03  | Jean-Pierre Jarier    | Tyrrell 010    | Ford Cosworth DFV 3.0 V8 | G      |
| Candy Tyrrell Team            | 04  | Derek Daly            | Tyrrell 010    | Ford Cosworth DFV 3.0 V8 | G      |
| Parmalat Racing Team          | 05  | Nelson Piquet         | Brabham BT49   | Ford Cosworth DFV 3.0 V8 | G      |
| Parmalat Racing Team          | 06  | Ricardo Zunino        | Brabham BT49   | Ford Cosworth DFV 3.0 V8 | G      |
| Marlboro Team McLaren         | 07  | John Watson           | McLaren M29B   | Ford Cosworth DFV 3.0 V8 | G      |
| Marlboro Team McLaren         | 08  | Alain Prost           | McLaren M29B   | Ford Cosworth DFV 3.0 V8 | G      |
| Team ATS                      | 09  | Jan Lammers           | ATS D4         | Ford Cosworth DFV 3.0 V8 | G      |
| Team Essex Lotus              | 11  | Mario Andretti        | Lotus 81       | Ford Cosworth DFV 3.0 V8 | G      |
| Team Essex Lotus              | 12  | Elio de Angelis       | Lotus 81       | Ford Cosworth DFV 3.0 V8 | G      |
| Unipart Racing Team           | 14  | Tiff Needell          | Ensign N180    | Ford Cosworth DFV 3.0 V8 | G      |
| Équipe Renault Elf            | 15  | Jean-Pierre Jabouille | Renault RE20   | Renault EF1 1.5 V6t      | M      |
| Équipe Renault Elf            | 16  | René Arnoux           | Renault RE20   | Renault EF1 1.5 V6t      | M      |
| Theodore Shadow               | 17  | Geoff Lees            | Shadow DN12    | Ford Cosworth DFV 3.0 V8 | G      |
| Theodore Shadow               | 18  | Dave Kennedy          | Shadow DN11    | Ford Cosworth DFV 3.0 V8 | G      |
| Skol Fittipaldi Team          | 20  | Emerson Fittipaldi    | Fittipaldi F7  | Ford Cosworth DFV 3.0 V8 | G      |
| Skol Fittipaldi Team          | 21  | Keke Rosberg          | Fittipaldi F7  | Ford Cosworth DFV 3.0 V8 | G      |
| Marlboro Team Alfa Romeo      | 22  | Patrick Depailler     | Alfa Romeo 179 | Alfa Romeo 1260 3.0 V12  | G      |
| Marlboro Team Alfa Romeo      | 23  | Bruno Giacomelli      | Alfa Romeo 179 | Alfa Romeo 1260 3.0 V12  | G      |
| Équipe Ligier Gitanes         | 25  | Didier Pironi         | Ligier JS11/15 | Ford Cosworth DFV 3.0 V8 | G      |
| Équipe Ligier Gitanes         | 26  | Jacques Laffite       | Ligier JS11/15 | Ford Cosworth DFV 3.0 V8 | G      |
| Albilad-Williams Racing Team  | 27  | Alan Jones            | Williams FW07B | Ford Cosworth DFV 3.0 V8 | G      |
| Albilad-Williams Racing Team  | 28  | Carlos Reutemann      | Williams FW07B | Ford Cosworth DFV 3.0 V8 | G      |
| Warsteiner Arrows Racing Team | 29  | Riccardo Patrese      | Arrows A3      | Ford Cosworth DFV 3.0 V8 | G      |
| Warsteiner Arrows Racing Team | 30  | Jochen Mass           | Arrows A3      | Ford Cosworth DFV 3.0 V8 | G      |
| Osella Squadra Corse          | 31  | Eddie Cheever         | Osella FA1     | Ford Cosworth DFV 3.0 V8 | G      |

## Klassifikationen

### Qualifying
| Pos. | Fahrer                | Konstrukteur    | Qualifikationstraining 1 | Qualifikationstraining 1 | Qualifikationstraining 2 | Qualifikationstraining 2 | Start |
| Pos. | Fahrer                | Konstrukteur    | Zeit                     | Ø-Geschwindigkeit        | Zeit                     | Ø-Geschwindigkeit        | Start |
| ---- | --------------------- | --------------- | ------------------------ | ------------------------ | ------------------------ | ------------------------ | ----- |
| 01   | Didier Pironi         | Ligier-Ford     | 1:45,053                 | 113,497 km/h             | 1:24,813                 | 140,582 km/h             | 01    |
| 02   | Carlos Reutemann      | Williams-Ford   | 1:47,456                 | 110,959 km/h             | 1:24,882                 | 140,468 km/h             | 02    |
| 03   | Alan Jones            | Williams-Ford   | 1:47,126                 | 111,301 km/h             | 1:25,202                 | 139,940 km/h             | 03    |
| 04   | Nelson Piquet         | Brabham-Ford    | 1:47,541                 | 110,871 km/h             | 1:25,358                 | 139,685 km/h             | 04    |
| 05   | Jacques Laffite       | Ligier-Ford     | 1:47,919                 | 110,483 km/h             | 1:25,510                 | 139,436 km/h             | 05    |
| 06   | Gilles Villeneuve     | Ferrari         | 1:46,224                 | 112,246 km/h             | 1:26,104                 | 138,474 km/h             | 06    |
| 07   | Patrick Depailler     | Alfa Romeo      | 1:48,410                 | 109,982 km/h             | 1:26,210                 | 138,304 km/h             | 07    |
| 08   | Bruno Giacomelli      | Alfa Romeo      | 1:48,625                 | 109,765 km/h             | 1:26,227                 | 138,277 km/h             | 08    |
| 09   | Jean-Pierre Jarier    | Tyrrell-Ford    | 1:48,585                 | 109,805 km/h             | 1:26,369                 | 138,050 km/h             | 09    |
| 10   | Alain Prost           | McLaren-Ford    | 1:49,775                 | 108,615 km/h             | 1:26,826                 | 137,323 km/h             | 10    |
| 11   | Riccardo Patrese      | Arrows-Ford     | 1:51,057                 | 107,361 km/h             | 1:26,828                 | 137,320 km/h             | 11    |
| 12   | Derek Daly            | Tyrrell-Ford    | 1:47,788                 | 110,617 km/h             | 1:26,838                 | 137,304 km/h             | 12    |
| 13   | Jan Lammers           | ATS-Ford        | 1:49,215                 | 109,172 km/h             | 1:26,883                 | 137,233 km/h             | 13    |
| 14   | Elio de Angelis       | Lotus-Ford      | 1:51,055                 | 107,363 km/h             | 1:26,930                 | 137,159 km/h             | 14    |
| 15   | Jochen Mass           | Arrows-Ford     | 1:50,200                 | 108,196 km/h             | 1:26,956                 | 137,118 km/h             | 15    |
| 16   | Jean-Pierre Jabouille | Renault         | 1:50,339                 | 108,060 km/h             | 1:27,099                 | 136,893 km/h             | 16    |
| 17   | Jody Scheckter        | Ferrari         | 1:47,456                 | 110,959 km/h             | 1:27,182                 | 136,762 km/h             | 17    |
| 18   | Emerson Fittipaldi    | Fittipaldi-Ford | 1:48,884                 | 109,504 km/h             | 1:27,495                 | 136,273 km/h             | 18    |
| 19   | Mario Andretti        | Lotus-Ford      | 1:48,419                 | 109,973 km/h             | 1:27,514                 | 136,243 km/h             | 19    |
| 20   | René Arnoux           | Renault         | 1:48,597                 | 109,793 km/h             | 1:27,524                 | 136,228 km/h             | 20    |
| DNQ  | John Watson           | McLaren-Ford    | 1:48,114                 | 110,284 km/h             | 1:27,731                 | 135,906 km/h             | –     |
| DNQ  | Eddie Cheever         | Osella-Ford     | 2:02,904                 | 97,012 km/h              | 1:27,808                 | 135,787 km/h             | –     |
| DNQ  | Geoff Lees            | Shadow-Ford     | 1:50,383                 | 108,017 km/h             | 1:27,842                 | 135,735 km/h             | –     |
| DNQ  | Keke Rosberg          | Fittipaldi-Ford | 1:49,589                 | 108,799 km/h             | 1:28,381                 | 134,907 km/h             | –     |
| DNQ  | Ricardo Zunino        | Brabham-Ford    | 1:52,599                 | 105,891 km/h             | 1:28,384                 | 134,902 km/h             | –     |
| DNQ  | Tiff Needell          | Ensign-Ford     | 1:49,805                 | 108,585 km/h             | 1:29,188                 | 133,686 km/h             | –     |
| DNQ  | Dave Kennedy          | Shadow-Ford     | 1:53,755                 | 104,815 km/h             | 1:39,986                 | 119,249 km/h             | –     |

### Rennen
| Pos. | Fahrer                | Konstrukteur    | Runden | Stopps | Zeit        | Start | Schnellste Runde |
| ---- | --------------------- | --------------- | ------ | ------ | ----------- | ----- | ---------------- |
| 01   | Carlos Reutemann      | Williams-Ford   | 76     | 0      | 1:55:34,365 | 02    | 1:27,418 (40.)   |
| 02   | Jacques Laffite       | Ligier-Ford     | 76     | 0      | + 1:13,629  | 05    | 1:27,829         |
| 03   | Nelson Piquet         | Brabham-Ford    | 76     | 0      | + 1:17,726  | 04    | 1:27,725         |
| 04   | Jochen Mass           | Arrows-Ford     | 75     | 0      | + 1 Runde   | 15    | 1:28,770         |
| 05   | Gilles Villeneuve     | Ferrari         | 75     | 1      | + 1 Runde   | 06    | 1:28,005         |
| 06   | Emerson Fittipaldi    | Fittipaldi-Ford | 74     | 0      | + 2 Runden  | 18    | 1:29,999         |
| 07   | Mario Andretti        | Lotus-Ford      | 73     | 1      | + 3 Runden  | 19    | 1:29,429         |
| 08   | Riccardo Patrese      | Arrows-Ford     | 73     | 1      | + 3 Runden  | 11    | 1:28,858         |
| 09   | Elio de Angelis       | Lotus-Ford      | 68     | 1      | DNF         | 14    | 1:28,517         |
| –    | Jan Lammers           | ATS-Ford        | 64     | 1      | NC          | 13    | 1:28,128         |
| –    | Didier Pironi         | Ligier-Ford     | 54     | 0      | DNF         | 01    | 1:27,443         |
| –    | René Arnoux           | Renault         | 53     | 0      | DNF         | 20    | 1:30,332         |
| –    | Patrick Depailler     | Alfa Romeo      | 50     | 0      | DNF         | 07    | 1:27,638         |
| –    | Jody Scheckter        | Ferrari         | 27     | 1      | DNF         | 17    | 1:28,416         |
| –    | Alan Jones            | Williams-Ford   | 25     | 0      | DNF         | 03    | 1:27,670         |
| –    | Jean-Pierre Jabouille | Renault         | 25     | 2      | DNF         | 16    | 1:30,569         |
| –    | Bruno Giacomelli      | Alfa Romeo      | 0      | 0      | DNF         | 08    | –                |
| –    | Jean-Pierre Jarier    | Tyrrell-Ford    | 0      | 0      | DNF         | 09    | –                |
| –    | Alain Prost           | McLaren-Ford    | 0      | 0      | DNF         | 10    | –                |
| –    | Derek Daly            | Tyrrell-Ford    | 0      | 0      | DNF         | 12    | –                |

## WM-Stände nach dem Rennen
Die ersten sechs des Rennens bekamen 9, 6, 4, 3, 2 bzw. 1 Punkt(e). Es zählten nur die besten fünf Ergebnisse aus den ersten sieben Rennen und die besten fünf Ergebnisse aus den letzten sieben Rennen. In der Konstrukteurswertung wurden alle Resultate gewertet.

### Fahrerwertung
| Pos. | Fahrer             | Konstrukteur    | Punkte |
| ---- | ------------------ | --------------- | ------ |
| 01   | Nelson Piquet      | Brabham-Ford    | 22     |
| 02   | René Arnoux        | Renault         | 21     |
| 03   | Alan Jones         | Williams-Ford   | 19     |
| 04   | Didier Pironi      | Ligier-Ford     | 17     |
| 05   | Carlos Reutemann   | Williams-Ford   | 15     |
| 06   | Jacques Laffite    | Ligier-Ford     | 12     |
| 07   | Riccardo Patrese   | Arrows-Ford     | 7      |
| 08   | Elio de Angelis    | Lotus-Ford      | 6      |
| 09   | Emerson Fittipaldi | Fittipaldi-Ford | 5      |
| 10   | Keke Rosberg       | Fittipaldi-Ford | 4      |
| 11   | Jochen Mass        | Arrows-Ford     | 4      |
| 12   | Derek Daly         | Tyrrell-Ford    | 3      |
| 13   | John Watson        | McLaren-Ford    | 3      |
| 14   | Alain Prost        | McLaren-Ford    | 3      |

| Pos. | Fahrer                | Konstrukteur | Punkte |
| ---- | --------------------- | ------------ | ------ |
| 15   | Gilles Villeneuve     | Ferrari      | 3      |
| 16   | Bruno Giacomelli      | Alfa Romeo   | 2      |
| 17   | Jody Scheckter        | Ferrari      | 2      |
| 18   | Jean-Pierre Jarier    | Tyrrell-Ford | 2      |
| 19   | Ricardo Zunino        | Brabham-Ford | 0      |
| 20   | Mario Andretti        | Lotus-Ford   | 0      |
| 21   | Marc Surer            | ATS-Ford     | 0      |
| 22   | Clay Regazzoni        | Ensign-Ford  | 0      |
| 23   | Jean-Pierre Jabouille | Renault      | 0      |
| 24   | Jan Lammers           | ATS-Ford     | 0      |
| 25   | Geoff Lees            | Shadow-Ford  | 0      |
| –    | Patrick Depailler     | Alfa Romeo   | 0      |
| –    | Eddie Cheever         | Osella-Ford  | 0      |
| –    | Tiff Needell          | Ensign-Ford  | 0      |

### Konstrukteurswertung
| Pos. | Konstrukteur    | Punkte |
| ---- | --------------- | ------ |
| 01   | Williams-Ford   | 34     |
| 02   | Ligier-Ford     | 29     |
| 03   | Brabham-Ford    | 22     |
| 04   | Renault         | 21     |
| 05   | Arrows-Ford     | 11     |
| 06   | Fittipaldi-Ford | 9      |
| 07   | Lotus-Ford      | 6      |
| 08   | McLaren-Ford    | 6      |

| Pos. | Konstrukteur | Punkte |
| ---- | ------------ | ------ |
| 09   | Tyrrell-Ford | 5      |
| 10   | Ferrari      | 5      |
| 11   | Alfa Romeo   | 2      |
| 12   | ATS-Ford     | 0      |
| 13   | Ensign-Ford  | 0      |
| 13   | Shadow-Ford  | 0      |
| –    | Osella-Ford  | 0      |